# Contraventana

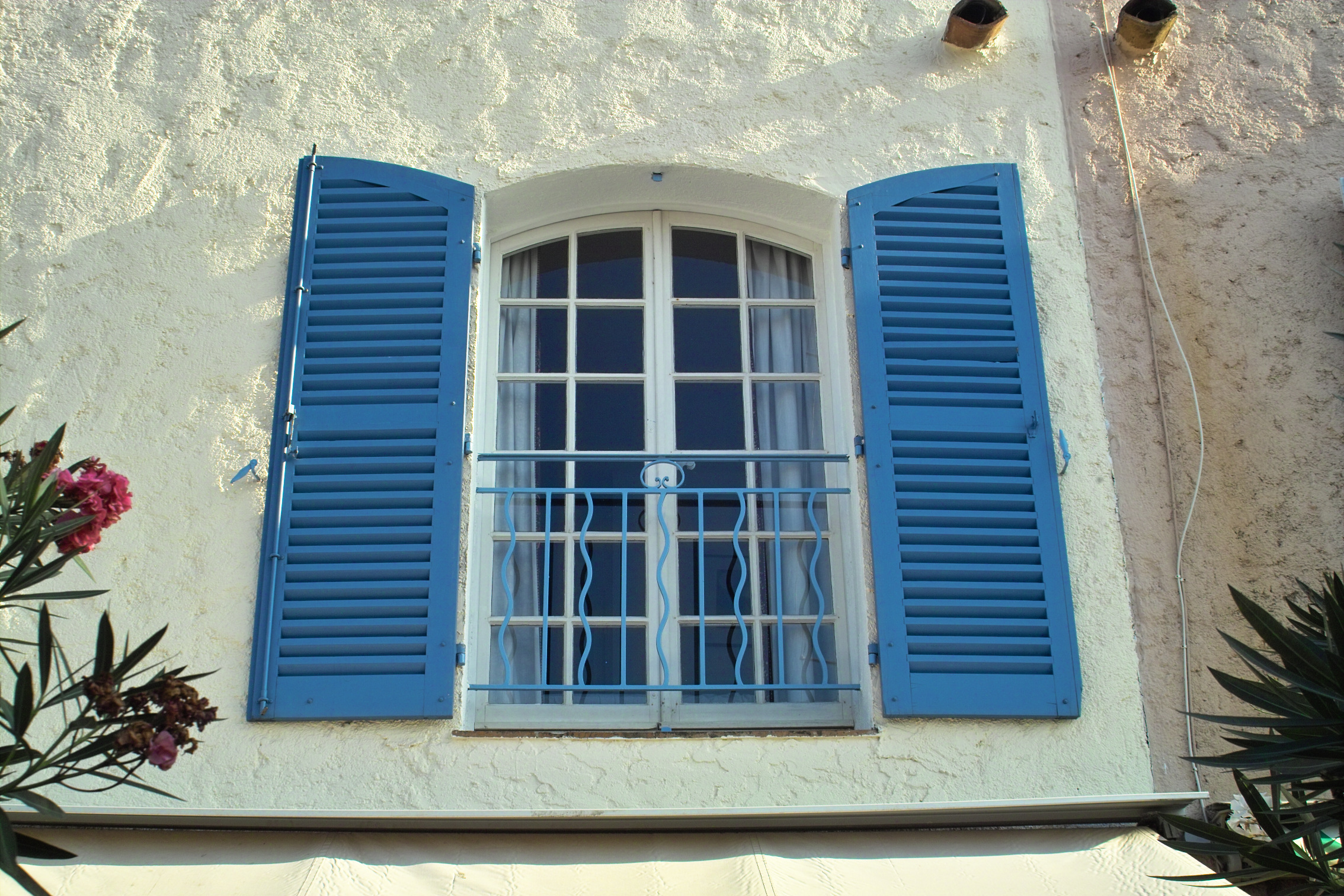
Contraventanas azules de estilo francés.

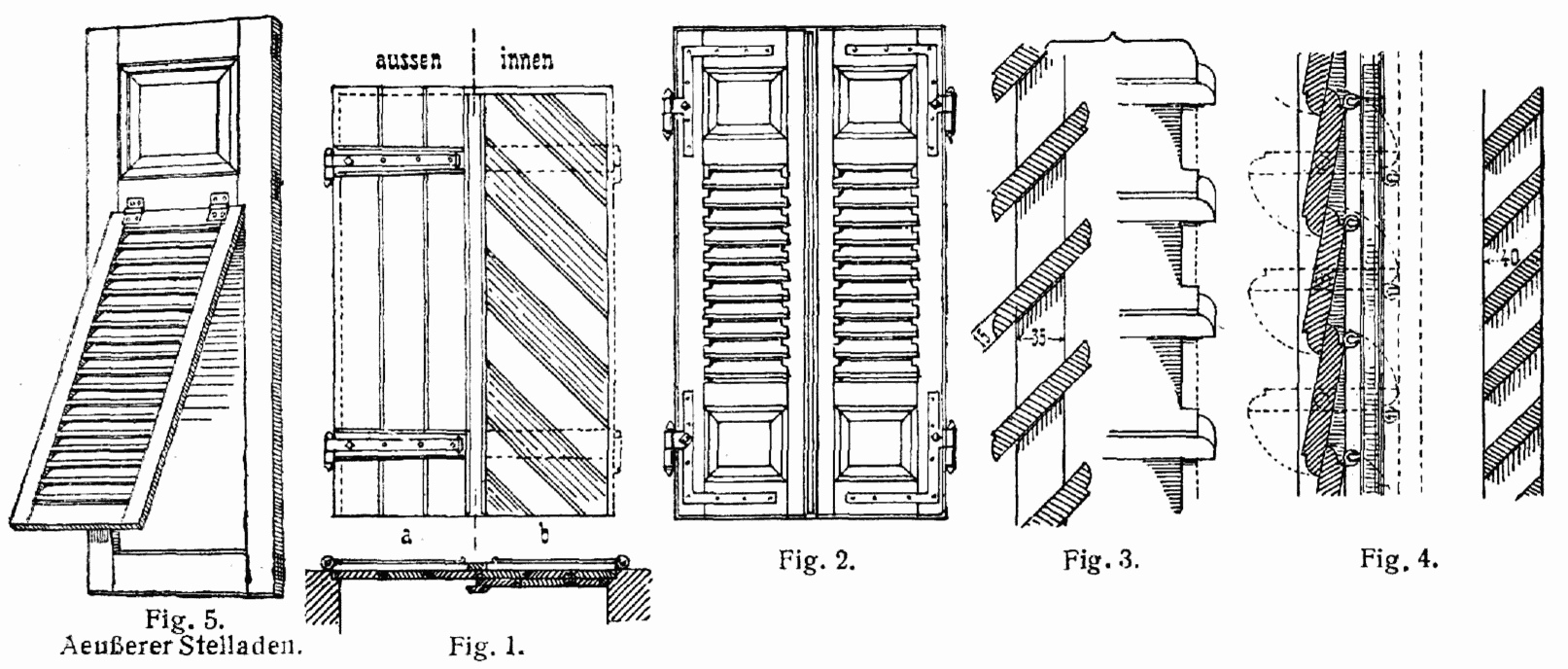
Esquemas de múltiples contraventanas.

Una contraventana, puertaventana o postigo es una pequeña puerta exterior incorporada a la ventana mediante bisagras o sistema corredero,  que tiene funciones parecidas a la persiana: impide el paso de la luz,el frío o
el calor, además de proteger y evitar que se ensucie con la lluvia la ventana.
Además, tienen la ventaja de no sufrir el puente térmico de las persianas exteriores.
Los materiales más comunes de fabricación de las contraventanas son los siguientes:
- PVC
- Aluminio
- Madera tratada

Por su estructura, las contraventanas pueden ser:
- Opacas
- De hojas fijas
- De hojas móviles, que se activan por un mecanismo que las inclina en dos posibles sentidos
- También pueden ser de una sola hoja o de varias hojas plegables

## Manejo
Algunas contraventanas cuentan con imanes, para ser abiertas o cerradas desde el interior, sin necesidad de abrir la ventana.

## Graduación de la luz
Hay varios sistemas para graduar la luz en el interior de la ventana :
- Desde fuera, usando lamas en la contraventana. Tiene el inconveniente de que para graduarla, puede ser necesario elabrir la ventana, con la pérdida térmica que supone.
- Desde el interior, usando una persiana veneciana.

## Contraventanas interiores
Las contraventanas interiores generalmente se dividen en unidades estrechas con bisagras en forma de acordeón, de modo que dos o más unidades cubran cada lado de la abertura de una ventana cuando están cerradas. Las contraventanas de lamas operables tienen lamas (o lamas en el uso británico), o listones, controlados por una barra o varilla de inclinación para ajustar la posición de las lamas y mantenerlas en una posición uniforme, para controlar la luz, la visibilidad y el flujo de aire. 
Las contraventanas con persianas operables se describen de diversas formas como contraventanas tradicionales, contraventanas de California o contraventanas de plantación. Las contraventanas tipo plantación, típicas de climas cálidos de latitudes bajas como Florida, Sudáfrica, el Mediterráneo o Australia, suelen tener sólo dos contraventanas por ventana y lamas anchas.

## Galería de imágenes

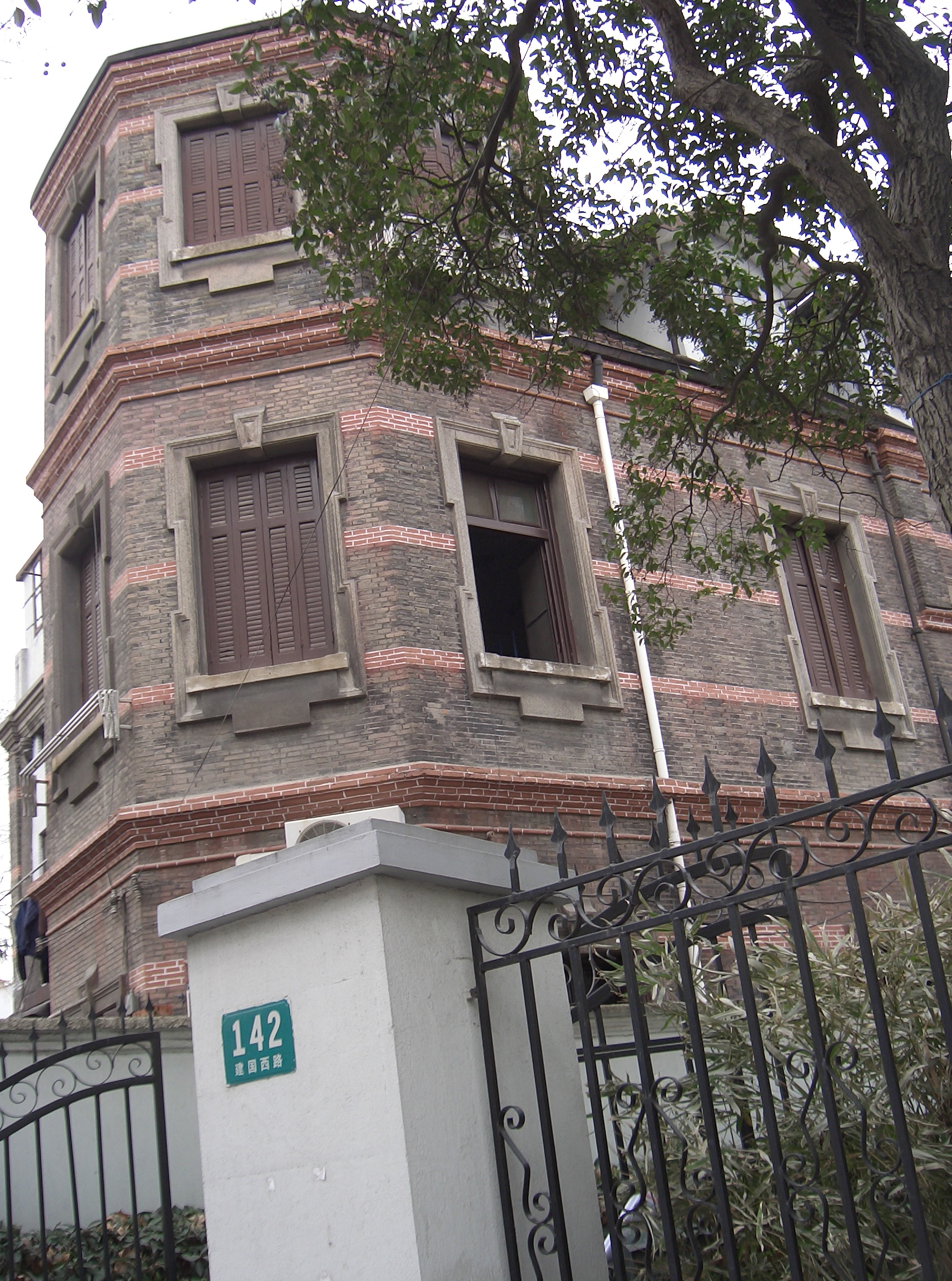
Las contraventanas son comunes en la arquitectura de estilo francés.
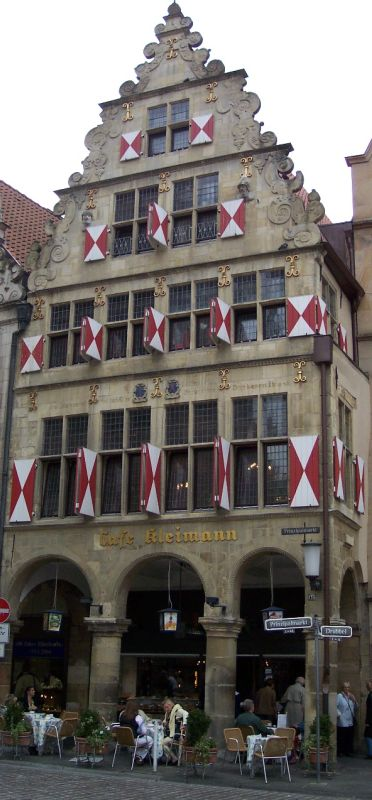
Casa con contraventanas.
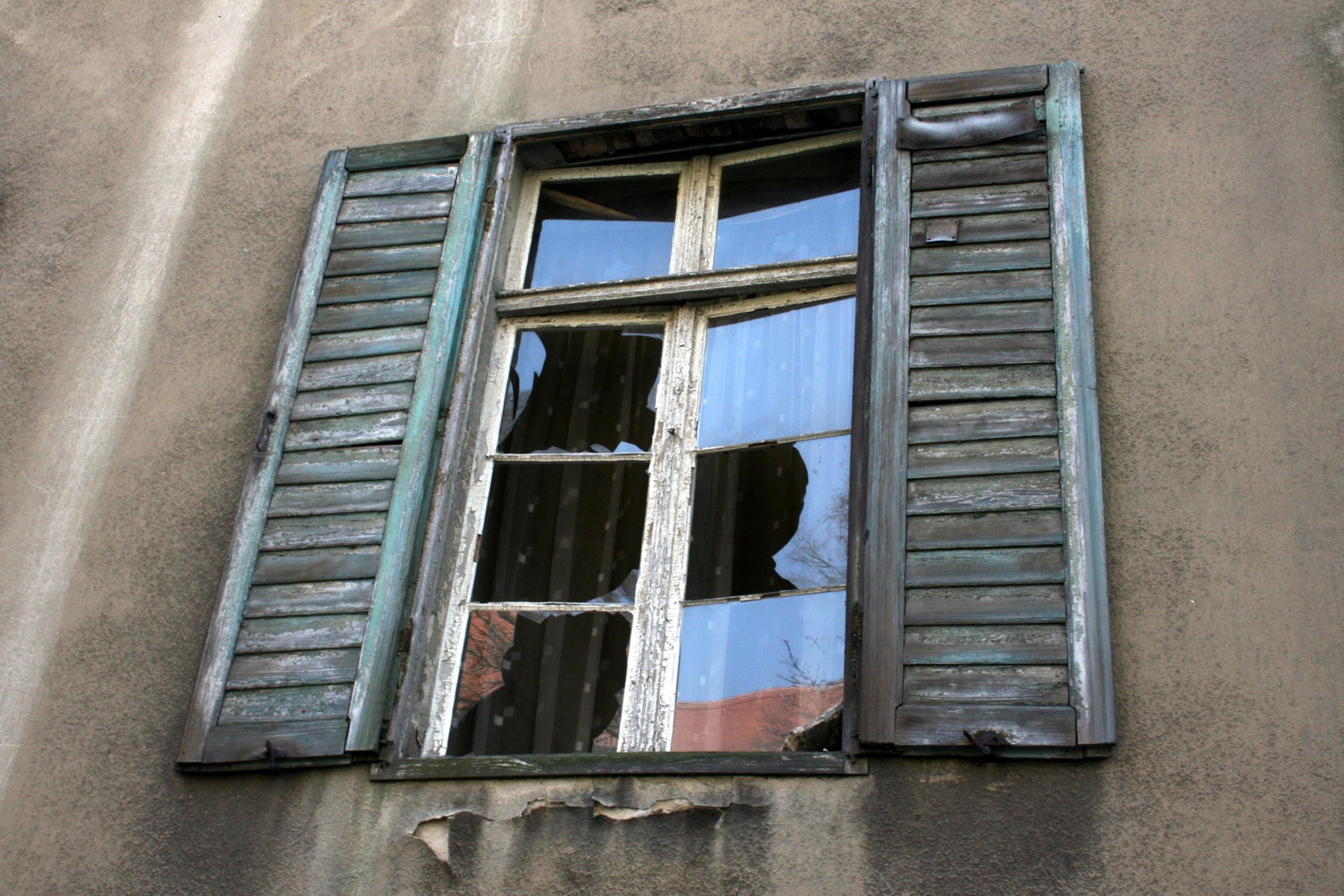
Contraventanas en Berlin-Köpenick
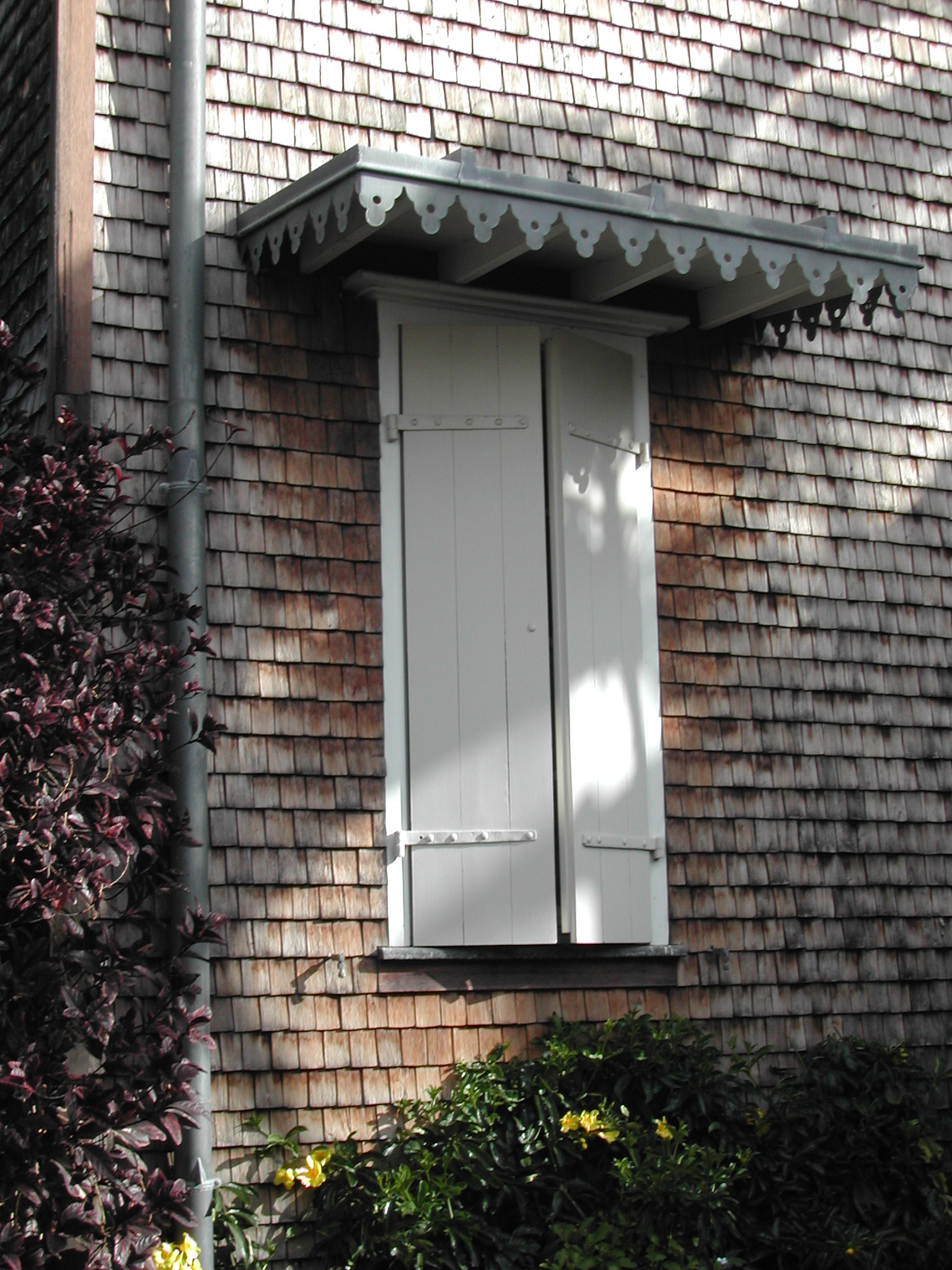
Contraventanas cerradas.
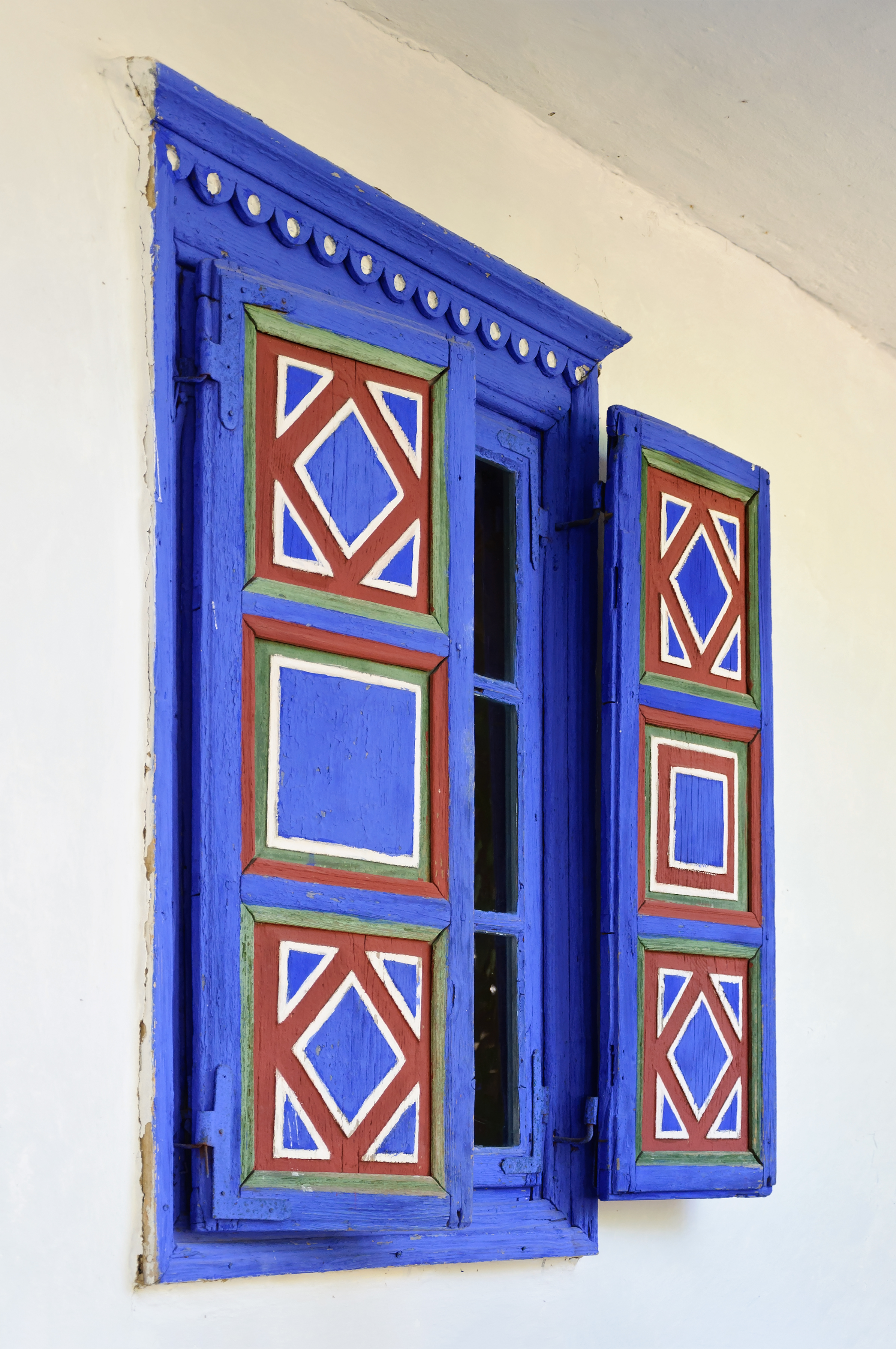
Contraventanas coloreadas de una casa tradicional rumana